# Universalalphabet
Ein Universalalphabet ist ein Alphabet, das den Benutzer befähigen soll, jede bekannte Sprache schriftlich festzuhalten. Es handelt sich um einen Container für alphabetische Schriftzeichen, welcher naturgemäß weit umfangreicher ausfällt als das übliche Inventar an Buchstaben einer natürlichen Schriftart oder eines natürlichen Schriftsystems. 
Ein bekanntes Universalalphabet ist das International Phonetic Alphabet (IPA) vom Weltlautschriftverein API.
Einzelne Neusprachler wie Orientalisten und Afrikanisten, aber auch Phonetiker haben im letzten Jahrhundert mehrere alternative Universalalphabete vorgelegt. Auch die Buchstabiertafel der NATO (NATO phonetic alphabet) zählt als Universalalphabet.